# Нусипжанов, Нургали
Нургали Нусипжанов (род. 5 января 1937, Гвардейский район, Талды-Курганская область, Казахская ССР) — советский и казахский певец, педагог. Народный артист Республики Казахстан (1993). Заслуженный работник культуры Республики Узбекистан (1994). Лауреат Государственной премии Казахской ССР (1982).

## Биография
Родился 5 января 1937 года в Гвардейском районе Талды-Курганской области. Происходит из ветви Балғалы рода Сырманақ племени Жалайыр Старшего жуза..
В 1964 году окончил вокальное отделение Казахской государственной консерватории по классу народной артистки Казахской ССР, профессора Надежды Самышиной.
С 1964 по 1967 год — солист Казахского государственного театра оперы и балета.
С 1967 по 1976 год — музыкальный редактор, старший редактор, заместитель главного редактора, главный редактор музыкальных программ на Казахском радио и телевидении
С 1976 по 1986 год — солист оркестра народных инструментов Казахской государственной филармонии.
С 1986 года — солист и художественный руководитель ансамбля «Жазира», созданного при объединении Казахконцерт.

## Творчество
Он уже на протяжении многих лет является солистом Казахской государственной филармонии имени Жамбыла, успешно выступая с оркестром «Отырар сазы». Н. Нусипжан внес неоценимый вклад в становление и развитие этого коллектива, обогатив его репертуар многими народными песнями. Он стоял у истоков создания этого коллектива рядом с выдающимся мастером и основателем оркестра, народным артистом СССР Н.Тлендиевым. Н.Нусипжан первый исполнитель большинства вокальных произведений Н.Тлендиева и уже более полувека беззаветно служит казахскому искусству. Незабываемы его выступления с такими яркими звездами как Жамал Омарова, Роза Багланова, Бибигуль Тулегенова, Муслим и Ришад Абдуллины, Зейнеп Койшибаева, Бахыт Ашимова, Ескендир Хасангалиев, Гульвира Разиева, Лаки Кесоглу, Роза Рымбаева, Макпал Жунусова. Н.Нусипжан с сольными концертами объездил практически весь Казахстан, заезжая в самые отдаленные аулы, помогая организовывать небольшие фольклорные и эстрадные ансамбли в районах и областях нашей республики, с огромным успехом представлял и представляет исполнительское искусство Казахстана за рубежом в Швеции, Финляндии, Монголии, Афганистане, Йемене, Анголе, на Кипре, в Португалии, Сирии, Греции, Югославии, Алжире, Германии, Турции, Польше, Китае и др.

## Награды
- ? — Заслуженный артист Казахской ССР
- 1970 — Премия Ленинского Комсомола Казахстана — за концертную программу с оркестром народных инструментов им. Курмангазы.
- 1982 — Государственная премия Казахской ССР
- 1993 — Народный артист Республики Казахстан
- 1994 — Заслуженный работник культуры Республики Узбекистан[2]
- 2007 — Орден «Курмет»
- 2011 — Орден Парасат[3]
- 2015 (16 апреля) — Почётный знак «За заслуги в развитии культуры и искусства» (Межпарламентская ассамблея СНГ) — за значительный вклад в формирование и развитие общего культурного пространства государств - участников Содружества Независимых Государств, реализацию идей сотрудничества в сфере культуры и искусства[4][5]
- 2016 — Государственная стипендии Первого Президента Республики Казахстан – Лидера Нации в области культуры[6]
- 2021 (19 сентября) — звания «Почётный гражданин города Алматы»[7]
- 2021 (2 декабря) — Орден «Барыс» ІІІ степени[8]